# SN 1965M
SN 1965M – supernowa nieznanego typu odkryta 9 października 1965 roku w galaktyce NGC 7606. W momencie odkrycia miała maksymalną jasność 13,80m.